# واتریا ایندیکا
واتریا ایندیکا (نام علمی: Vateria indica) نام یک گونه از رده دولپه‌ای‌ها است.